# Йокиш, Василий Иванович
Василий Иванович Йокиш (Иокиш, Якиш, Вильгельм Иванович; имя при рождении — Вильгельм Август Йокиш, нем. Wilhelm August Jokisch; 15 октября 1810, Мезеритц – 25 марта 1887, Москва) — русский предприниматель немецкого происхождения, основатель Товарищества суконной мануфактуры «Иокиш» в Московской губернии (в советские годы — Фабрика имени Петра Алексеева), владелец усадьбы Михалково (усадьба и здания закрытой в 2011 году фабрики — ныне в черте Москвы). Купец первой гильдии (с 1865), потомственный почётный гражданин (с 1863). 

## Биография
Родился в 1810 году в Мезеритце, Пруссия (ныне — Польша) в семье суконного фабриканта. В 1832 году переехал в Москву. Работал мастером-красильщиком, а затем управляющим на ситцевой (затем — суконной) фабрике Грачёвых в подмосковном селе Михалково.
В 1838 году ушёл от Грачёвых и создал поблизости собственную фабрику. В 1839 году вступил в русское подданство, женился на православной немке Анне Ивановне Гармут, и, уплатив положенные взносы, записался в третью купеческую гильдию. В 1860 году выкупил у Грачёвых их фабрику, в дополнение к своей, вместе с неоготическим ансамблем усадьбы Михалково, здания которой приспособил под больницу для рабочих и школу для их детей; кроме того, построил дома для рабочих в усадебном парке, поблизости от пруда. Хорошим отношением завоевал симпатии рабочих, которые переходили к нему со многих других фабрик. Помимо существенной поддержки своих рабочих, жертвовал деньги православным и лютеранским московским церквям. На различных российских промышленных выставках продукция мануфактуры Йокиша не раз удостаивалась дипломов и наград.
В 1878 году учредил на основании своей фабрике акционерное общество — Товарищество суконной мануфактуры «Иокиш».
Скончался в 1887 году в Москве и был похоронен на Введенском иноверческом кладбище. Его бизнес унаследовали сыновья — Василий и Александр.